# Francesco Speranza (politico)
Francesco Speranza (Rocca di Papa, 6 settembre 1937) è un politico italiano.

## Biografia
Laureato in scienze economiche e commerciali. Impegnato in politica con il Partito Comunista Italiano, dagli anni '70 ne è funzionario e fa parte della sezione programmazione economica e riforma della Direzione nazionale. 
Dopo la svolta della Bolognina aderisce al Partito della Rifondazione Comunista, con cui viene eletto deputato alle elezioni politiche del 1992. Alla Camera è membro della Commissione Ambiente, territorio e lavori pubblici. Alle successive elezioni del 1994 è il candidato dei Progressisti nel collegio uninominale della Camera di Roma-Fiumicino, nel quale ottiene il 36,7% dei voti, non venendo eletto.